# Heizkanone

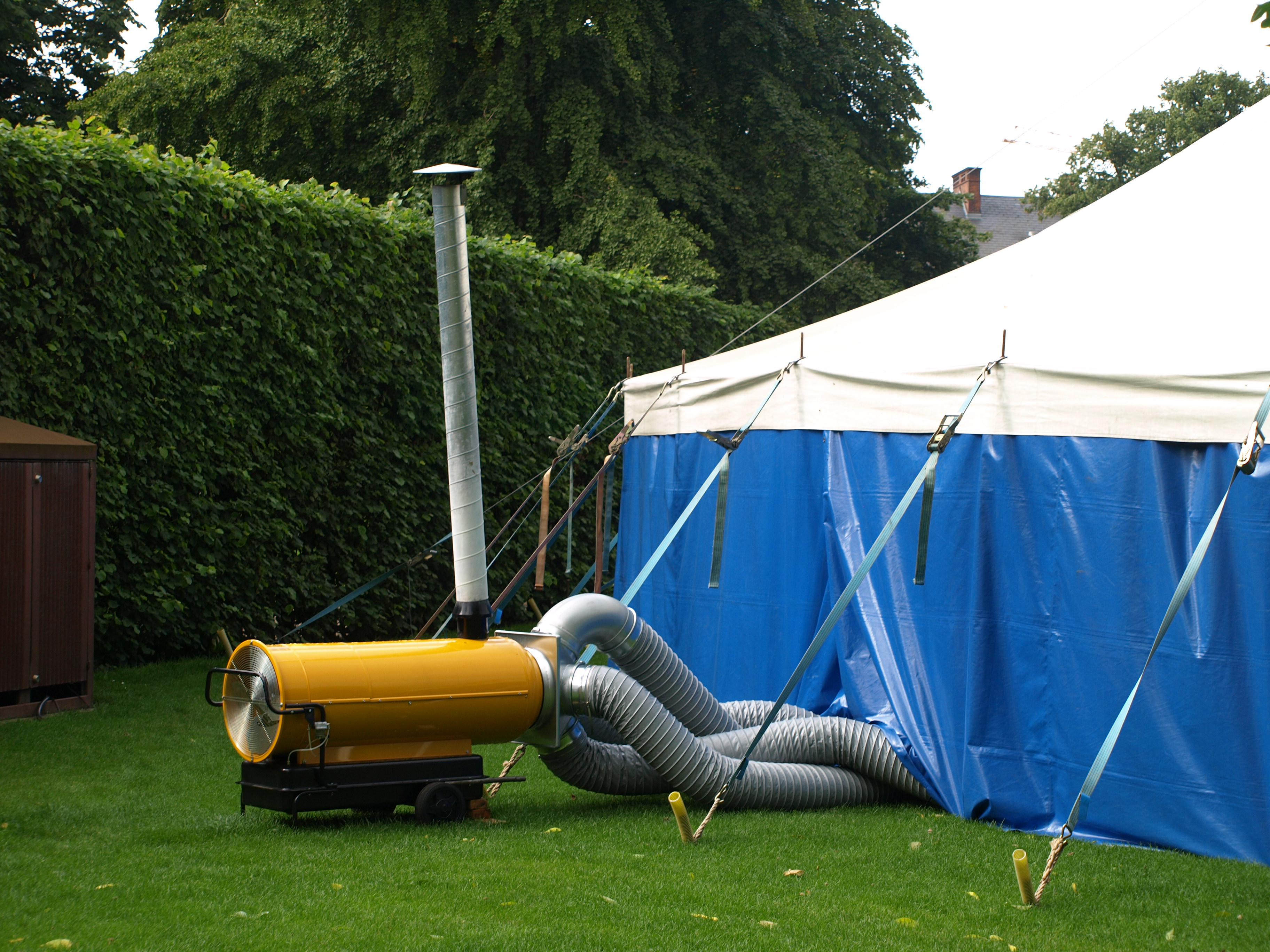
Externe Heizkanone (indirektes System mit getrennter Warmluft- und Abgasführung) zur Heizung eines Zeltes

Die Heizkanone (auch mobiles Heizgebläse) gehört zu den Schnellheizern und ist eine Direktheizung. Sie wird vor allem als kurzfristiger Wärmeerzeuger in großen Räumen, Hallen und Zelten eingesetzt.

## Arbeitsweise
Eine Heizkanone ist ein Lufterhitzer mit hoher Leistung. Das Gerät saugt Luft an, führt diese zum Brenner oder Wärmeübertragungselement (Heizspirale o. ä.) und gibt die erwärmte Luft mittels eines Gebläses wieder ab. Direkte Systeme verbrennen die Energieträger im Luftstrom. Sie nutzen den Sauerstoff der Umgebung und erzeugen dort Abgase. Indirekte Kanonen verfügen über eine Brennkammer. Diese wird heiß und gibt die Wärme an den Luftstrom ab. Bei den indirekten Systemen können Abgase getrennt von der Warmluft nach außen geleitet werden.
Als Energieträger können Heizöl, Diesel, Gas oder Strom genutzt werden. Die Kosten des Betriebs werden durch diese Medien maßgeblich bestimmt. Welcher Wärmeträger genutzt wird, hängt weiter vom Einsatzort, benötigter Wärmemenge und Sicherheitsaspekten ab. Elektrische Heizgebläse nutzt man eher in kleineren, abgeschlossenen Räumen. Übliche Geräte dieser Kategorie liegen bei einer maximalen Heizleistung von unter 15 Kilowatt. Große Hallen werden mittels Warmluftgebläsen bis 200 Kilowatt betrieben. Die Wärme wird hier durch die Verbrennung von Flüssiggas erzeugt, das in Flaschen oder mobilen Tanks vorgehalten wird. Diesel-Heizkanonen werden bis 50 Kilowatt eingesetzt. Die Heizgeräte verfügen je nach Größe über Rollen oder fahrbare Untersätze und sind mobil einsetzbar.

## Einsatzgebiete
Zu den Einsatzgebieten von Heizkanonen zählen die Landwirtschaft und der Gartenbau, wo Landwirte und Gärtner solche Geräte zum Beheizen von Ställen sowie Gewächshäusern nutzen. Ein anderes Einsatzgebiet sind Baustellen. Sie werden eingesetzt, wenn die reguläre Heizung zeitweise außer Betrieb genommen werden muss. Auch in Zelten und Hallen für Ausstellungen oder Veranstaltungen lässt sich so Wärme erzeugen. Industrie und Handwerk nutzen Heizkanonen für das Beheizen von Hallen. Installateure setzen solche Geräte für das Trocknen von größeren Wasserschäden.

## Sicherheitsbelange
Die Einhaltung des Brandschutzes und der Schutz von Personen vor Abgasen müssen unbedingt beachtet werden. Es ist ein Mindestabstand zu brennbaren Gegenständen einzuhalten. Die Einblasöffnung darf nicht verdeckt werden. Der Betrieb direkter Systeme bedingt auf Grund der Abgase eine sehr gute Lüftung des Raumes.